# SSSS Shanes
SSSS Shanes  är Shanes fjärde album, och utkom 1967. Medverkar på inspelningarna gör: Tommy Wåhlberg (gitarr och sång), Lennart Grahn (sång), Kit Sundqvist (orgel och sång), Svante Elfgren (bas) och Tor-Erik Rautio (trummor).

## Låtlista
1. Chris Craft No 9 (Sundqvist)
2. Happy Birthday Broken Heart (Linzer-Randell)
3. You'll Never Know (Sundqvist)
4. Save The Last Dance For Me (Pomus-Shuman)
5. Holy Cow (Toussaint)
6. Humpty Dumpty (Trad. arr.)
7. I've Got It Bad (Shannon)
8. Let's Hang On (Crewe-Randell-Linzer)
9. Hey There, Sunbeams (Grahn)
10. I'm Feelin' Low-Down (Bergman-Henriksson)
11. She's A Yum Yum (Frazier)
12. Can I Trust You (Remigi-Testa-Vance-Snyder)